# 李东生 (1955年)
李东生（1955年12月—），男，山东诸城人，中华人民共和国政治人物。曾任中国共产党第十八届中央委员会委员、中共中央政法委员会委员，中央防范和处理邪教问题领导小组副组长、中央防范和处理邪教问题领导小组办公室（即610辦公室）主任，中华人民共和国公安部副部长、党委副书记（正部长级）。李东生是周永康的嫡系，2013年底被中纪委宣布调查、中组部证实免职。2015年8月21日，最高人民检察院发布消息称，李东生受贿一案由最高人民检察院侦查终结后移送天津市人民检察院第二分院审查起诉，天津市人民检察院第二分院已向天津市第二中级人民法院提起公诉。2016年1月12日，天津市第二中级人民法院对李东生受贿案作出一审判决，李东生被判处有期徒刑15年，没收非法所得100万元。

## 生平
1955年12月，李东生出生。1973年4月，参加工作。1975年至1978年，在复旦大学新闻系学习。

### 中央电视台时期
毕业之后，来到中国中央电视台工作20余年，从摄影记者干起，历任中央电视台新闻部时政组副组长，政文部副主任，新闻采访部副主任、主任，新闻中心主任，副台长。1993年创办《东方时空》栏目，1994年，央视推出《焦点访谈》栏目，时任中央电视台副台长的李东生主管该栏目，是该栏目的主要创意、组织、终审人之一。
他曾经长期投身中国重大政治活动采访，曾参加1982年中共十二大，1987年中共十三大，1997年邓小平逝世、香港回归、中共十五大等新闻事件的报道。据中华人民共和国新闻出版总署下属的韬奋基金会介绍，李东生曾经获得第二届韬奋新闻奖。

### 广电总局、中宣部时期
2000年7月至2001年1月，李东生出任国家广播电影电视总局副局长。
2002年5月，升任中共中央宣传部副部长。2007年10月，李东生被任命为中共十七大新闻发言人。2008年3月，出任第十一届全国人大常委会委员（任至2010年3月14日）、全国人大教科文卫委员会委员。

### 610办公室、公安部时期
自法轮功1999年受到迫害后，李东生一直代表中宣部兼任610办公室副主任，镇压法轮功，比如李东生担任总编的《良友周报》、《小学生报》分别于2001年和2002年刊登攻击法轮功文章，对全国中小学生进行洗脑宣传。
经过周永康运作，2009年10月，李东生从宣传系统突然调任公安部，任副部长（正部长级），被授予副总警监警衔。2010年3月14日，第十一届全国人民代表大会第三次会议通过决定，接受李东生辞去第十一届全国人大常委会委员职务的请求。2010年8月，李东生兼任国家亚运安保协调小组组长，主管广州亚运会安保工作。2011年2月起，升任中华人民共和国公安部副部长（正部长级）、党委副书记。2013年时，其排名在部长郭声琨、常务副部长杨焕宁之后，在九位副部长中排名第二。他还是中共中央政法委员会委员，中央防范和处理邪教问题领导小组副组长、610办公室主任。在610办公室主任刘京退休后，周永康把李东生升了半级，提到610办公室主任（正部级）。2012年，李东生成为中国共产党第十八届中央委员会委员。
李东生为官处事以“一脸正气，两袖清风”的形象为标准，但被外媒称为“中南海最大皮条客”。而明镜新闻报道“李东生靠投机取巧溜须拍马一路升迁，仅向周永康就‘贡献’出数位央视美女，并变成周的死忠爪牙”。

### 免职获刑
2013年12月20日，中共中央纪律检查委员会、中华人民共和国监察部网站发布消息称：“中央防范和处理邪教问题领导小组副组长、办公室主任，公安部党委副书记、副部长李东生涉嫌严重违纪违法，目前正接受组织调查。”李东生由此成为中共十八大之后第二位落马的中国共产党第十八届中央委员会委员（第一位落马的是蒋洁敏）。2013年12月25日，中共中央组织部有关负责人证实，“李东生涉嫌严重违纪，中央已决定免去其中央防范和处理邪教问题领导小组副组长、办公室主任，国务院防范和处理邪教问题办公室主任，公安部副部长、党委副书记职务，现正在按程序办理。”
2013年12月22日，在中纪委宣布调查李东生之后两天，百度短暂搜索出《大纪元时报》称李东生策划导演天安门自焚的内容。
2014年2月24日，中国政府网发布来自人力资源和社会保障部的关于国务院任免国家工作人员的公告信息，正式宣布“免去李东生的公安部副部长职务”。同年6月30日，李东生涉嫌严重违纪违法被中共中央开除党籍并移送司法机关依法处理，经查李东生利用职务上的便利为他人谋取利益，索取、收受巨额贿赂。
2014年6月30日，中共中央纪律检查委员会对610办公室主任李东生严重违纪违法问题进行立案审查，发现李东生利用职务便利为他人谋取利益，索取、收受巨额贿赂，李东生的行为已构成严重违纪，其中受贿问题涉嫌违法犯罪。决定给予李东生开除党籍处分；由监察部报请国务院批准给予其行政开除处分；将其涉嫌犯罪问题及线索移送司法机关依法处理。
2015年10月14日，天津市第二中级人民法院一审公开开庭审理李东生受贿案。检方指控，李东生利用其担任中国中央电视台副台长、中华人民共和国公安部党委委员、副书记、副部长、中共中央政法委员会委员等职务上的便利以及职权和地位形成的便利条件，为北京雷明顿广告发展中心某实际控制人、北京韩建集团有限公司董事长等11个单位和个人，在获取广告代理权、调动工作、案件处理、户口办理等事宜上提供帮助。检方还指控李东生直接或通过其亲属索取、非法收受上述单位或个人给予的财物共计折合人民币2198万余元，应以受贿罪追究李东生的刑事责任。该案审理后，法院将择期宣判。2016年1月12日，李东生被判处有期徒刑15年，没收非法所得100万元。

## 著作
- 《焦点访谈精粹: 中央电视台》,北京:中国人民大学出版社,1998年，与孙玉胜主编
- 《东方时空精粹: 中央电视台》,北京:中国人民大学出版社,1998年，与孙玉胜主编